# Sargstedt
Sargstedt là một đô thị thuộc huyện Harz, bang Sachsen-Anhalt, Đức. Đô thị Sargstedt có diện tích 11,88 km², dân số thời điểm ngày 31 tháng 12 năm 2006 là 734 người.